# 武蔵龍也
武蔵龍也（たけくらりゅうや、1995年6月28日（29歳） - ）は、日本のプロレスラー。

## 来歴
小年生の頃にテレビで観たバティスタの試合がプロレスとの出会いであり、中学生になり鷹木信悟、サイバー・コングに憧れを抱く。そしてプロレスラーの道へ進み、KAIENTAI-DOJO新たに設立されたプロフェッショナルレスリングJUST TAP OUTに入門。
2019年5月7日、『タカタイチマニア2』後楽園ホール大会にて海野翔太（新日本プロレス）戦でデビュー。
旗揚げ戦では元サイバーコングである吉田隆司と激突したが敗北。

## 得意技
雷〜イカズチ〜
地獄の苦しみ
ベアハッグ
ドロップキック

## タイトル歴
プロフェッショナルレスリングJUST TAP OUT
- 第2代KING of JTO
- JTOランキング KING

## 入場曲
- Fighting Dragon